# Megascops kennicottii
Megascops kennicottii là một loài chim trong họ Strigidae.